# Pascola
Pascola est un village du comté de Pemiscot, dans le Missouri, aux États-Unis,. Situé au centre du comté, il est incorporé en 1893.

## Démographie
Lors du recensement de 2010, le village comptait une population de 108 habitants. Elle est estimée, en 2016, à 101 habitants.

### Source de la traduction
- (en) Cet article est partiellement ou en totalité issu de l’article de Wikipédia en anglais intitulé « Pascola, Missouri » (voir la liste des auteurs).